# Ovanåkers kommun
Ovanåkers kommun är en kommun i Gävleborgs län.  Centralort är tätorten Edsbyn.
Ovanåkers kommun består till stor del av skogsmark med stort inslag av myrar och sjöar. Norra delen av kommunen har storkuperade former. Kring Voxnans slingrande dalgång finns kommunens odlingsmark. Sedan länge domineras det lokala näringslivet av trävaruindustrin. Bland företag inom denna sektor återfanns i början av 2020-talet kommunens största privata arbetsgivare Svenska fönster. 
Invånarantalet nådde en topp i början av 1980-talet. Därefter har trenden varit negativ även om en viss ökning återigen kunnat skönjas i början av 2020-talet. Efter valen på 2010- och 2020-talen har kommunen styrts av blocköverskridande koalitioner.

## Administrativ historik
Kommunens område motsvarar socknarna: Alfta, Ovanåker och Voxna. I dessa socknar bildades vid kommunreformen 1862 landskommuner med motsvarande namn. 
Vid kommunreformen 1952 uppgick Voxna landskommun i Ovanåkers landskommun medan Alfta landskommun kvarstod oförändrad.
Ovanåkers kommun bildades vid kommunreformen 1971 genom en ombildning av Ovanåkers landskommun. 1977 införlivades området Alfta genom en överföring från Bollnäs kommun.
Kommunen ingick från bildandet till 31 oktober 2005 i Bollnäs domsaga och ingår sedan dess i Hudiksvalls domsaga.

## Geografi
Kommunen ligger i södra Hälsingland och gränsar till Ljusdals kommun i norr, Bollnäs kommun i öst, Gävleborgs län samt Falu kommun i sydväst och Rättviks kommun i väst, i Dalarnas län.

### Topografi och hydrografi
Ovanåkers kommun består till stor del av skogsmark med stort inslag av myrar och sjöar. Berggrunden har en vågig överyta och är nästintill helt täckt av storblockig morän. Norra delen av kommunen har storkuperade former, det högsta berget Räkaklitt når där  497 meter över havet. Kring Voxnans slingrande dalgång finns kommunens odlingsmark med leriga jordar nedströms mot Edsbyn medan sandjordar dominerar i dalens övre oreglerade delar. Där hittas också fria forssträckor, exempelvis Hylströmmen. Genom kommunen går även Voxnans biflöde Gryckån, även den med ett  mjukt slingrande meanderlopp.
Nedan presenteras andelen av den totala ytan 2020 i kommunen jämfört med riket.
|  | Bebyggelse (2,2 %) |

|  | Skog (89,8 %) |

|  | Öppen myrmark (4,6 %) |

|  | Jordbruksmark (3,3 %) |

|  | Övrig mark (0,2 %) |

|  | Bebyggelse (3,1 %) |

|  | Skog (68,0 %) |

|  | Öppen myrmark (7,2 %) |

|  | Jordbruksmark (7,4 %) |

|  | Övrig mark (14,3 %) |

### Naturskydd
År 2022 fanns fem naturreservat i Ovanåkers kommun. Samtliga utom Bursjöberget var även klassade som Natura 2000-områden.
Naturreservat Andån utgörs av blandade naturtyper så som myr, sumpskog, fuktängar och torrare skogklädda moränpartier. Genom reservatet rinner Andån som är en lekplats för öring. Tunderåsen består av skog och sumpskog. I de döda och halvdöda träden trivs insektslarver och fåglar som spillkråka och tretåig hackspett. Voxnan och Hylströmmen löper även över till Ljusdals kommun. Reservatet utgörs av älv och skog. Vid Hylströmmen finns både harr och öring.  Längs Voxnan finns utter och växter som Kung Karls spira, fågelstarr och skuggviol. I Nissjabäcken förekommer flodpärlmussla. Ålkarstjärnarnas naturreservat består av skog, vatten och myr. I gammelskogen växer 200–300 år gamla träd. Där häckar tretåig hackspett och videsparv. På myrarna häckar andra arter som sångsvan, smålom och grönbena.

### Administrativ indelning
Fram till 2016 var kommunen för befolkningsrapportering indelad i en enda församling, Alfta-Ovanåkers församling.

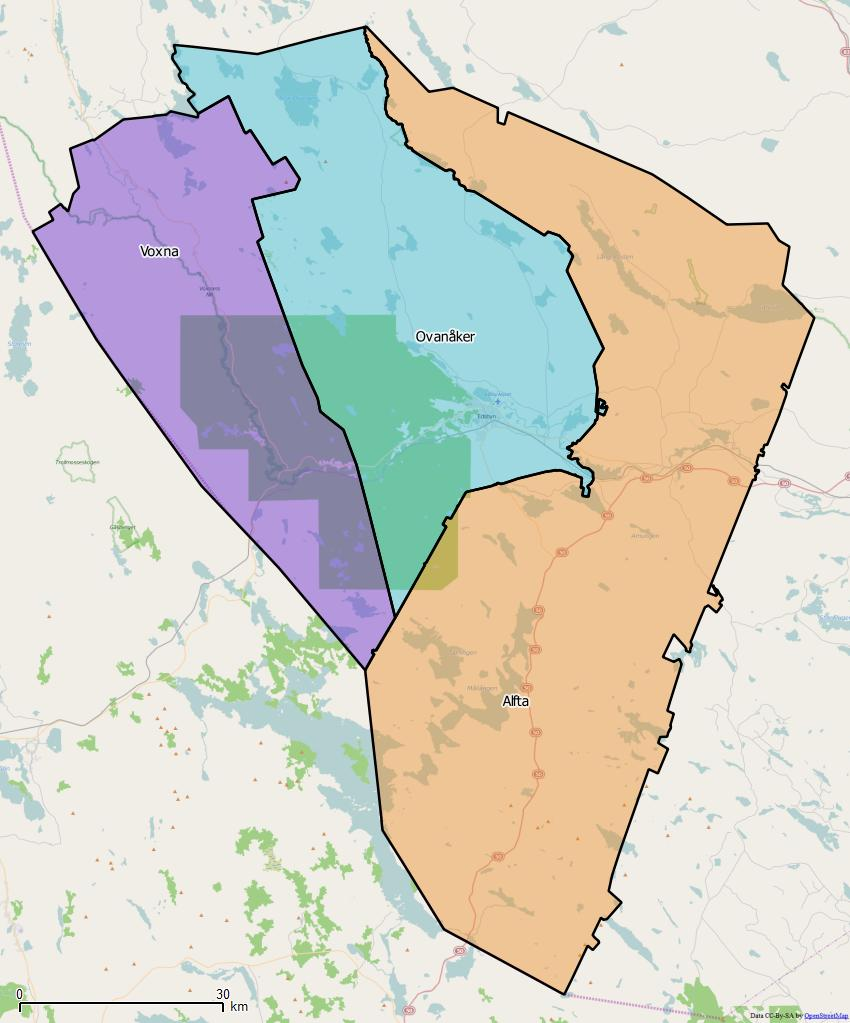
Distrikt (socknar) inom Ovanåkers kommun

Från 2016 indelas kommunen istället i tre distrikt, vilka motsvarar församlingsindelningen 1999/2000 och i detta fall helt överensstämmer med socknarna: Alfta, Ovanåker och Voxna.

### Tätorter
Vid tätortsavgränsningen av Statistiska centralbyrån den 31 december 2015 fanns det fem tätorter i Ovanåkers kommun.
| Nr                          | Tätort     | Folkmängd |
| --------------------------- | ---------- | --------- |
| 1                           | Edsbyn     | 4 179     |
| 2                           | Alfta      | 2 348     |
| 3                           | Roteberg   | 379       |
| 4                           | Viksjöfors | 264       |
| 5                           | Runemo     | 249       |
| Centralorten är i fet stil. |            |           |

| Karta |
| ----- |
|       |

## Styre och politik

### Styre
Mandatperioden 2010–2014 styrdes kommunen av en blocköverskridande majoritetskoalition bestående av Folkpartiet, Miljöpartiet, Moderaterna och Socialdemokraterna. Samma koalition fortsatte styra, men i minoritet, efter valet 2014. Miljöpartiet förlorade sitt enda mandat i valet 2018, men koalitionen, nu bestående av Liberalerna, Moderaterna och Socialdemokraterna, fortsatte styra i minoritet. Mandatperioden 2022–2026 styrs kommunen av en minoritetskoalition bestående av Centerpartiet och Socialdemokraterna.

### Kommunfullmäktige

#### Presidium
| Presidium 2022–2026    | Presidium 2022–2026 | Presidium 2022–2026 |
| ---------------------- | ------------------- | ------------------- |
| Ordförande             | C                   | Anna Rudman         |
| Förste vice ordförande | S                   | Jan-Åke Lindgren    |
| Andre vice ordförande  | M                   | Ulla Mortimer       |

#### Mandatfördelning 1970–2022
| 21 | 11 | 6 |  | 2 |

| 36 |

|  | 19 | 13 | 5 |  | 2 |

| 35 | 6 |

|  | 17 | 16 | 4 |  | 2 |

| 32 | 9 |

|  | 17 | 14 | 4 | 2 | 3 |

| 31 | 10 |

|  | 17 | 3 | 12 | 3 | 2 | 3 |

| 26 | 15 |

| 18 | 2 | 11 | 4 | 2 | 4 |

| 30 | 11 |

| 18 | 2 | 13 | 3 | 3 | 2 |

| 27 | 14 |

|  | 16 |  | 12 | 3 | 5 | 3 |

| 28 | 13 |

| 2 | 18 | 2 | 10 | 2 | 4 | 3 |

| 22 | 19 |

| 3 | 15 | 2 | 11 | 2 | 5 | 3 |

| 20 | 21 |

| 2 | 12 | 2 | 14 | 3 | 5 | 3 |

| 23 | 18 |

| 2 | 15 | 15 | 2 | 4 | 3 |

| 24 | 17 |

|  | 17 | 2 |  | 11 |  | 4 | 4 |

| 23 | 18 |

|  | 12 |  | 4 | 9 |  | 4 | 3 |

| 22 | 13 |

|  | 12 | 4 | 10 |  | 4 | 3 |

| 22 | 13 |

|  | 10 | 6 | 7 |  | 6 | 4 |

| 21 | 14 |

### Nämnder

#### Kommunstyrelse
Kommunstyrelsen har 11 ledamöter. Under kommunstyrelsen finns ett utskott; kommunstyrelsens arbetsutskott.
| Presidium 2022–2026 | Presidium 2022–2026 | Presidium 2022–2026 |
| ------------------- | ------------------- | ------------------- |
| Ordförande          | S                   | Yoomi Renström      |
| Vice ordförande     | C                   | Hans Jonsson        |

#### Övriga nämnder
| Nämnd                        | Ordförande | Ordförande        | Vice ordförande | Vice ordförande    |
| ---------------------------- | ---------- | ----------------- | --------------- | ------------------ |
| Barn- och utbildningsnämnden | S          | Patrik Bossen     | C               | Anna Rudman        |
| Krisledningsnämnden          | S          | Yoomi Renström    | C               | Hans Jonsson       |
| Kultur- och fritidsnämnden   | S          | Jan-Åke Lindgren  | C               | Elisabeth Eriksson |
| Samhällsbyggnadsnämnden      | C          | Hans Jonsson      | S               | Bengt Forssén      |
| Socialnämnden                | C          | Gun-Marie Swessar | S               | Jimmi Bogg         |
| Valnämnden                   | S          | Åke Jonsson       | C               | Joakim Guvelius    |

Källa:

## Ekonomi och infrastruktur

### Näringsliv
Sedan länge domineras det lokala näringslivet av trävaruindustrin. Bland företag inom denna sektor återfanns i början av 2020-talet Svenska fönster AB, AB Edsbyverken och Edsbyporten AB och Nefab Packaging AB. Andra större företag var SNA Europe AB. Största privata arbetsgivaren år 2022 var Svenska Fönster Aktiebolag med 825 anställda. Den största arbetsgivaren var dock kommunen själv med 1 125 anställda.

### Infrastruktur

#### Transporter
Kommunen genomkorsas av Riksväg 50 och länsväg 301. Genom kommunen går även länsvägarna  294 och 296. Kommunen genomkorsas även av järnvägen Orsa–Bollnäs.

## Befolkning

### Demografi

#### Befolkningsutveckling
Kommunen har 11 341 invånare (31 december 2024), vilket placerar den på 199:e plats avseende folkmängd bland Sveriges kommuner.
| Befolkningsutvecklingen i Ovanåkers kommun 1970–2020 | Befolkningsutvecklingen i Ovanåkers kommun 1970–2020 | Befolkningsutvecklingen i Ovanåkers kommun 1970–2020 | Befolkningsutvecklingen i Ovanåkers kommun 1970–2020 | Befolkningsutvecklingen i Ovanåkers kommun 1970–2020 |
| ---------------------------------------------------- | ---------------------------------------------------- | ---------------------------------------------------- | ---------------------------------------------------- | ---------------------------------------------------- |
|                                                      |                                                      |                                                      |                                                      |                                                      |
| År                                                   |                                                      |                                                      | Folkmängd                                            |                                                      |
| 1970                                                 | 1970                                                 |                                                      | 13 153                                               |                                                      |
| 1975                                                 | 1975                                                 |                                                      | 13 446                                               |                                                      |
| 1980                                                 | 1980                                                 |                                                      | 13 785                                               |                                                      |
| 1985                                                 | 1985                                                 |                                                      | 13 613                                               |                                                      |
| 1990                                                 | 1990                                                 |                                                      | 13 558                                               |                                                      |
| 1995                                                 | 1995                                                 |                                                      | 13 256                                               |                                                      |
| 2000                                                 | 2000                                                 |                                                      | 12 491                                               |                                                      |
| 2005                                                 | 2005                                                 |                                                      | 11 873                                               |                                                      |
| 2010                                                 | 2010                                                 |                                                      | 11 440                                               |                                                      |
| 2015                                                 | 2015                                                 |                                                      | 11 469                                               |                                                      |
| 2020                                                 | 2020                                                 |                                                      | 11 672                                               |                                                      |

#### Utländsk bakgrund
Den 31 december 2014 utgjorde antalet invånare med utländsk bakgrund (utrikes födda personer samt inrikes födda med två utrikes födda föräldrar) 811, eller 7,09 % av befolkningen (hela befolkningen: 11 432 den 31 december 2014). Den 31 december 2002 utgjorde antalet invånare med utländsk bakgrund enligt samma definition 320, eller 2,62 % av befolkningen (hela befolkningen: 12 193 den 31 december 2002).

#### Invånare efter de vanligaste födelseländerna
Den 31 december 2014 utgjorde folkmängden i Ovanåkers kommun 11 432 personer. Av dessa var 743 personer (6,5 %) födda i ett annat land än Sverige. I denna tabell har de nordiska länderna samt de 12 länder med flest antal utrikes födda (i hela riket) tagits med. En person som inte kommer från något av de här 17 länderna har istället av Statistiska centralbyrån förts till den världsdel som deras födelseland tillhör.
| Födelseland      | Födelseland                       | Födelseland |
| ---------------- | --------------------------------- | ----------- |
| 31 december 2014 |                                   |             |
| 1                | Sverige                           | 10 689      |
| 2                | Afrika: Övriga länder             | 205         |
| 3                | Finland                           | 107         |
| 4                | Syrien                            | 68          |
| 5                | Sydamerika                        | 56          |
| 6                | Europeiska unionen: Övriga länder | 48          |
| 7                | Asien: Övriga länder              | 46          |
| 8                | Norge                             | 33          |
| 9                | Irak                              | 28          |
| 10               | Thailand                          | 25          |
| 10               | Tyskland                          | 25          |
| 12               | Polen                             | 23          |
| 13               | Iran                              | 17          |
| 14               | Europa utom EU: Övriga länder     | 15          |
| 14               | Nordamerika                       | 15          |
| 16               | Afghanistan                       | 13          |
| 17               | Bosnien och Hercegovina           | 6           |
| 17               | Kina                              | 6           |
| 19               | Turkiet                           | 3           |
| 20               | Danmark                           | 2           |
| 20               | Oceanien                          | 2           |
| 22               | Island                            | 0           |
| 22               | / SFR Jugoslavien/FR Jugoslavien  | 0           |
| 22               | Okänt födelseland                 | 0           |
| 22               | Somalia                           | 0           |
| 22               | Sovjetunionen                     | 0           |

## Kultur

### Kulturarv
Det finns fornlämningar efter människor från mellersta delen av stenåldern och framåt. Exempel på sådana lämningar är boplatser och lösfynd av stenåldersartefakter, så som  stenyxor, stenklubbor, knivar och mejslar, både från mesolitisk tid (8000-4100 f.Kr) samt från neolitisk tid (4100-1700 f.Kr.). Dessa lämningar återfinns till största del vid  Voxnans stränder samt vid sjöar och vattendrag i anknytning till denna. Lämningarna tyder på att fasta bebyggelser med odlingsmark etablerades under slutet av stenåldern. Från bronsåldern finns ett flertal monumentala rösen. Vid Gårdberget finns två fångstgropar daterade till bronsålden. Bland artefakter har hittats en pilspets i kvartsit, en holkyxa i brons och en kruka med matrester som daterats till sen bronsålder. Från äldre järnåldern finns inga bosättningar inom kommunens gränser. Det finns dock enstaka gravar i Ovanåkers socken. Det finns ett fåtal bevarade gravfält i Ovanåker, och de som finns har daterats till yngre järnålder.
Från yngre järnåldern finns desto mer bevarat. Järnmalmråvara samt mark för betesdrift och jordbruk ledde till en omfattande expansion av bebyggelsen. Främst finns fynd kring Voxnans odlingslandskap. Området som idag utgör kommunen, liksom hela Hälsingland, kännetecknas av en intensiv tidigmedeltida bebyggelseexpansion. Det finns exempelvis bevarade fäbodvallar. Under medeltiden uppfördes också bland annat Alfta kyrka. Bland lämningar efter 1527 finns  bebyggelselämningar, begravningsplatser och röjningsröseområden efter skogsfinnarna (svedjefinnarna).

### Kommunvapen
Blasonering: I rött fält en sångsvan av silver med näbb av guld, simmande över en av vågskuror bildad sänkt bjälke och ovan till höger åtföljd av en öppen krona, båda av guld.
Ovanåkers landskommun antog ett vapen år 1956 med en svan som hade en krona runt halsen. Vapnet utformades av Svenska Kommunalheraldiska Institutet men blev aldrig fastställt i högsta instans. När den nya kommunen skulle låta registrera vapnet befanns det olämpligt, då samma motiv användes av området Stormarn i Tyskland. Efter en modifiering kunde vapnet registreras hos PRV år 1987. Alfta hade också ett vapen vars giltighet upphörde 1974 genom sammanläggning med Bollnäs.

Alfta landskommun (1970–1970) Alfta kommun (1971–1973)
Ovanåkers landskommun (1956–1970) Ovanåkers kommun (1971–1976)